# Velgast
Velgast település Németországban, Mecklenburg-Elő-Pomeránia tartományban. Lakosainak száma 1677 fő (2023. december 31.).

## Népesség
A település népességének változása:
| Lakosok száma | 1723 | 1711 | 1700 | 1697 | 1677 |
|               | 2017 | 2019 | 2021 | 2022 | 2023 |